# 裂稃燕麦
裂稃燕麦（学名：Avena barbata）为禾本科燕麦属下的一个种。

## 扩展阅读
- 維基物種上的相關：裂稃燕麦